# José Amauri
José Amauri Pereira de Araújo (Taquaritinga do Norte, 17 de novembro de 1960) é um empresário e político brasileiro filiado ao Solidariedade. Foi senador pelo Piauí, empossado em 10 de julho de 2018, assumindo o cargo em substituição a Elmano Férrer, de quem era primeiro suplente.